# Brenda Strong
Brenda Lee Strong (Portland, 25 marzo 1960) è un'attrice e regista statunitense, nota principalmente per il ruolo di Mary Alice Young nella serie televisiva Desperate Housewives.

## Biografia
Strong è nata a Portland, Oregon, figlia di Jean Weatherford e Jack Strong. È cresciuta a Brightwood, laureandosi nel 1978 presso la Sandy Union High School di Sandy, nell'Oregon. Successivamente si è trasferita in Arizona per frequentare il college e si è laureata presso la Arizona State University con una laurea in teatro musicale. Strong è stata incoronata Miss Arizona nel 1980.

## Carriera
Brenda Strong comincia la sua carriera apparendo in diverse serie televisive negli anni ottanta, fra cui MacGyver, Matlock, Star Trek: The Next Generation, Blossom, Cinque in famiglia e I segreti di Twin Peaks. Negli anni novanta ottiene una parte fissa nella serie americana Seinfeld, continuando comunque ad essere guest star in episodi di diverse altre serie molto popolari come E.R. - Medici in prima linea, Dawson's Creek, Una mamma per amica, CSI - Scena del crimine o Nip/Tuck. Ha anche lavorato in diversi ruoli cinematografici. Il pubblico comincia a riconoscerla quando ottiene la parte di Mary Alice Young nel serial statunitense Desperate Housewives, il cui suicidio è il punto di partenza della serie. Nonostante appaia molto raramente nel corso degli episodi (come flashback o saltuariamente come visione), la sua voce apre e chiude tutti gli episodi della serie.
Strong è apparsa in un episodio della commedia della NBC, The Mysteries of Laura. Nel 2015, si è unita al cast della terza stagione della serie drammatica post-apocalittica The CW, The 100, interpretando il ruolo di Nia, la regina della nazione glaciale. Nel 2016, Strong ha avuto un ruolo ricorrente nella seconda stagione di Fear the Walking Dead. Successivamente si unì al cast della serie The CW, Supergirl, un ruolo ricorrente nel ruolo di Lillian Luthor.
Nel 2018, Strong è apparsa nella seconda stagione della serie Netflix, 13 Reasons Why. Nel 2018, Strong è stata promossa allo status regolare di serie per la terza stagione.

## Vita privata
È un'istruttrice di yoga ed esperta di fertilità, ha insegnato all'UCLA.

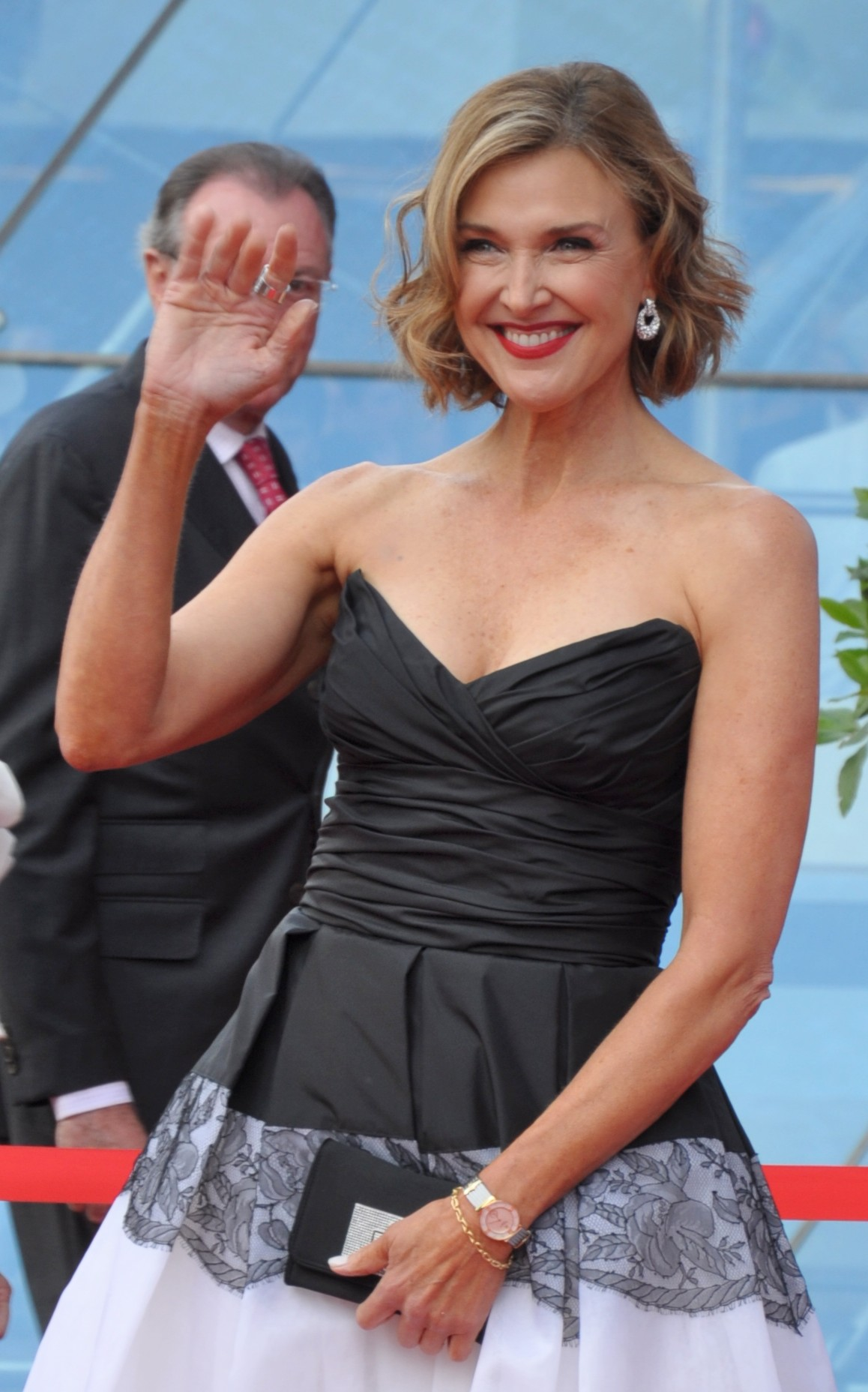
Brenda Strong nel 2013

Strong sposò Tom Henri nel luglio 1989; hanno un figlio, Zakery Henri. Ha chiesto il divorzio il 14 gennaio 2011. Nel maggio 2015 ha sposato il regista-attore John Farmanesh-Bocca.

## Filmografia

### Attrice

#### Cinema
- Quelli dell'accademia militare (Weekend Warriors), regia di Bert Convy (1986)
- Balle spaziali (Spaceballs), regia di Mel Brooks (1987)
- Skin Deep - Il piacere è tutto mio (Skin Deep), regia di Blake Edwards (1989)
- Malice - Il sospetto (Malice), regia di Harold Becker (1993)
- My Life - Questa mia vita (My Life), regia di Bruce Joel Rubin (1993)
- Giovani streghe (The Craft), regia di Andrew Fleming (1996)
- Starship Troopers - Fanteria dello spazio (Starship Troopers), regia di Paul Verhoeven (1997)
- Black Dog, regia di Kevin Hooks (1998)
- Il prezzo del coraggio (Undercurrent), regia di Frank Kerr (1999)
- In fondo al cuore (The Deep End of the Ocean), regia di Ulu Grosbard (1999)
- Red Dragon, regia di Brett Ratner (2002)
- Exposed, regia di Misti Barnes (2003)
- Starship Troopers 2 - Eroi della federazione (Starship Troopers 2: Hero of the Federation), regia di Phil Tippett (2004)
- Una magica estate (A Plumm Summer), regia di Caroline Zelder (2007)
- Ocean of Pearls, regia di Sarab Neelam (2008)

#### Televisione
- A cuore aperto (St. Elsewhere) – serie TV, episodio 4x04 (1985)
- MacGyver – serie TV, episodio 1x22 (1986)
- Cin cin (Cheers) – serie TV, episodio 5x02 (1986)
- Troppo forte! (Sledge Hammer!) – serie TV, episodio 1x12 (1986)
- Dallas – serie TV, episodio 10x18 (1987)
- Hotel – serie TV, episodio 5x07 (1987)
- Kenny Rogers as The Gambler, Part III: The Legend Continues, regia di Dick Lowry – film TV (1987)
- Star Trek: The Next Generation – serie TV, episodio 1x17 (1988)
- Matlock – serie TV, episodio 3x17 (1989)
- Le inchieste di padre Dowling (Father Dowling Mysteries) – serie TV, episodio 2x09 (1990)
- People Like Us, regia di William Hale – film TV (1990)
- I segreti di Twin Peaks (Twin Peaks) – serie TV, 4 episodi (1991)
- Blossom - Le avventure di una teenager (Blossom) – serie TV, episodi 1x05-2x21 (1991-1992)
- Murphy Brown – serie TV, episodi 3x13-8x22 (1991-1996)
- Scorch – serie TV, 6 episodi (1992)
- I giustizieri della notte (Dark Justice) – serie TV, episodio 2x13 (1992)
- Ma che ti passa per la testa? (Herman's Head) – serie TV, episodio 1x19 (1992)
- In casa con il nemico (Stepfather III), regia di Guy Magar – film TV (1992)
- Le avventure del giovane Indiana Jones (The Young Indiana Jones Chronicles) – serie TV, episodio 2x08 (1993)
- La famiglia Brock (Picket Fences) – serie TV, episodio 2x03 (1993)
- Due poliziotti a Palm Beach (Silk Stalkings) – serie TV, episodio 3x10 (1993)
- 2035 - Mutazione immortale (Island City), regia di Jorge Montesi – film TV (1994)
- E.R. - Medici in prima linea (E.R.) – serie TV, episodio 1x05 (1994)
- Cinque in famiglia (Party of Five) – serie TV, 6 episodi (1996)
- Una famiglia del terzo tipo (3rd Rock from the Sun) – serie TV, episodi 2x07-2x26 (1996-1997)
- Seinfeld – serie TV, 4 episodi (1996-1997)
- Settimo cielo (7th Heaven) – serie TV, 8 episodi (2000-2002)
- Ally McBeal – serie TV, episodio 4x11 (2001)
- CSI - Scena del crimine (CSI: Crime Scene Investigation) – serie TV, episodio 2x03 (2001)
- Una mamma per amica (Gilmore Girls) – serie TV, episodio 2x07 (2001)
- Dawson's Creek – serie TV, episodio 5x06 (2001)
- Malcolm – serie TV, episodio 4x03 (2002)
- Everwood – serie TV, 6 episodi (2002-2005)
- Nip/Tuck – serie TV, episodi 1x04-1x05 (2003)
- La sfida di Jace (Going to the Mat), regia di Stuart Gillard – film TV (2004)
- Desperate Housewives – serie TV, 16 episodi (2004-2012)
- Family in Hiding, regia di Timothy Bond – film TV (2006)
- Just Legal – serie TV, episodio 1x08 (2006)
- Curb Your Enthusiasm – serie TV, episodio 6x08 (2007)
- Shark - Giustizia a tutti i costi (Shark) – serie TV, episodio 2x07 (2007)
- Law & Order: Criminal Intent – serie TV, episodio 7x13 (2008)
- Boston Legal – serie TV, episodio 5x04 (2008)
- Rizzoli & Isles - serie TV, episodio 1x6 (2011)
- Dallas – serie TV, 40 episodi (2012-2014)
- Scandal – serie TV, episodi 2x05-3x16 (2012-2014)
- The Mysteries of Laura – serie TV, episodio 1x08 (2014)
- Bones – serie TV, episodio 11x06 (2015)
- Il sogno di una vita (Ice Sculpture Christmas), regia di David Mackay – film TV (2015)
- Chicago P.D. – serie TV, episodio 3x10 (2016)
- The 100 – serie TV, episodi 3x03-3x04-6x11 (2016-2019)
- Fear the Walking Dead – serie TV, 4 episodi (2016-2017)
- Supergirl – serie TV, 12 episodi (2016-2018)
- Notorious – serie TV, episodio 1x05 (2016)
- Tredici (13 Reasons Why) – serie TV, 22 episodi (2018- 2020)
- Unprisoned - serie TV, 6 episodi (2023-in corso)

### Doppiatrice
- Desperate Housewives – serie TV, 160 episodi (2004-2012) -  voce narrante
- Desperate Housewives: Il videogioco (2006) videogioco
- Scarface: The World Is Yours (2006) videogioco

## Doppiatrici italiane
Nelle versioni in italiano dei suoi lavori, Brenda Strong è stata doppiata da:
- Emanuela Rossi in Dawson's Creek, Desperate Housewives, Law & Order: Criminal Intent, Dallas, Scandal, Supergirl
- Laura Boccanera in Black Dog, Una mamma per amica, Everwood
- Pinella Dragani in Starship Troopers - Fanteria nello spazio
- Cristina Boraschi in Starship Troopers 2 - Eroi della federazione
- Silvia Tognoloni in Star Trek: The Next Generation
- Emanuela Fallini ne I segreti di Twin Peaks
- Micaela Esdra in Giovani streghe
- Isabella Pasanisi in CSI - Scena del crimine
- Ludovica Marineo in Nip/Tuck
- Roberta Pellini in The 100
- Patrizia Scianca in Tredici (st. 2)
- Lorella De Luca in Tredici (st. 3)